# バック・エクササイズ
バック・エクササイズ(back exercise)はウエイトトレーニングの種目の一つ。器具なしで脊柱起立筋を強化するエクササイズである。姿勢をよくする効果も期待できる。
上体はなるべく高く上げる。反動を使わなければ、背中を反らせても危険はない。負荷が足りない場合は、ライイング・バック・アーチを行うとよい。

## 具体的動作

### バック・エクササイズ
1. 床にうつ伏せになり、両手を腰の後ろで組む。
2. 下半身は動かさず、上体だけを胸を張る意識でゆっくりと上げる。
3. 上体を最大限に高く上げ、下背部の筋肉の収縮を意識しながら、ゆっくりと上体を下ろしていく。
4. 2~3を繰り返す。